# David Liptak
David Liptak (Pittsburgh, 18 dicembre 1949) è un compositore e docente statunitense che vive a Rochester, New York.

## Biografia
Dal 1987 Liptak è membro della facoltà di composizione della Eastman School of Music dell'Università di Rochester, dove ricopre il ruolo di professore di composizione e presidente del dipartimento di composizione. Dal 1976 al 1980 Liptak è stato membro della facoltà di composizione e teoria dell'Università statale del Michigan, dove ha iniziato e insegnato i corsi di analisi Schenker e diretto il New Music Ensemble degli studenti.
Nel 1980 entrò a far parte della facoltà dell'University of Illinois, dove tra i suoi compiti c'era la direzione dei Contemporary Chamber Players, un nuovo gruppo di musica professionale, con il quale presentò una serie di spettacoli in anteprima. Tra le sue recenti residenze c'è il Seal Bay Music Festival nell'estate del 1999 e il Brevard Music Festival durante l'estate del 1998, dove ricoprì il ruolo di compositore in residenza e insegnò composizione.
La musica di Liptak è stata eseguita da complessi orchestrali come la San Francisco Symphony, la Montreal Symphony Orchestra, la Saint Paul Chamber Orchestra, la Rochester Philharmonic Orchestra, la Chamber Music Society of Lincoln Center, la Youngstown Symphony Orchestra, la Sinfonia da Camera dell'Illinois e la New England Philharmonic, per citarne solo alcune. Il suo editore principale è la MMB Music, Inc.

### Premi e riconoscimenti
I suoi premi di composizione comprendono premi nel Concorso Internazionale di Composizione Georges Enesco del 1986 e nel Concorso per Compositori del 75º Anniversario della Minnesota Orchestra del 1978 ed è stato finalista al Concorso di composizione per orchestra da camera di San Paolo del 1982.